# Ferrovia Monza-Molteno-Lecco
La ferrovia Monza-Molteno-Lecco è una linea ferroviaria gestita da RFI che utilizza tratte ferroviarie costruite in tempi diversi:
- la tratta da Molteno a Lecco, della linea Como-Lecco attivata nel 1888
- la linea Monza-Molteno attivata nel 1911

## Movimento
È servita prevalentemente dalla linea suburbana S7 Milano-Molteno-Lecco, in forma esclusiva tra Monza e Molteno.